# 5345 Boynton
5345 Boynton eller 1981 EY8 är en asteroid i huvudbältet som upptäcktes den 1 mars 1981 av den amerikanska astronomen Schelte J. Bus vid Siding Spring-observatoriet. Den är uppkallad efter William Boynton.
Asteroiden har en diameter på ungefär 8 kilometer och den tillhör asteroidgruppen Dora.